# Westorf

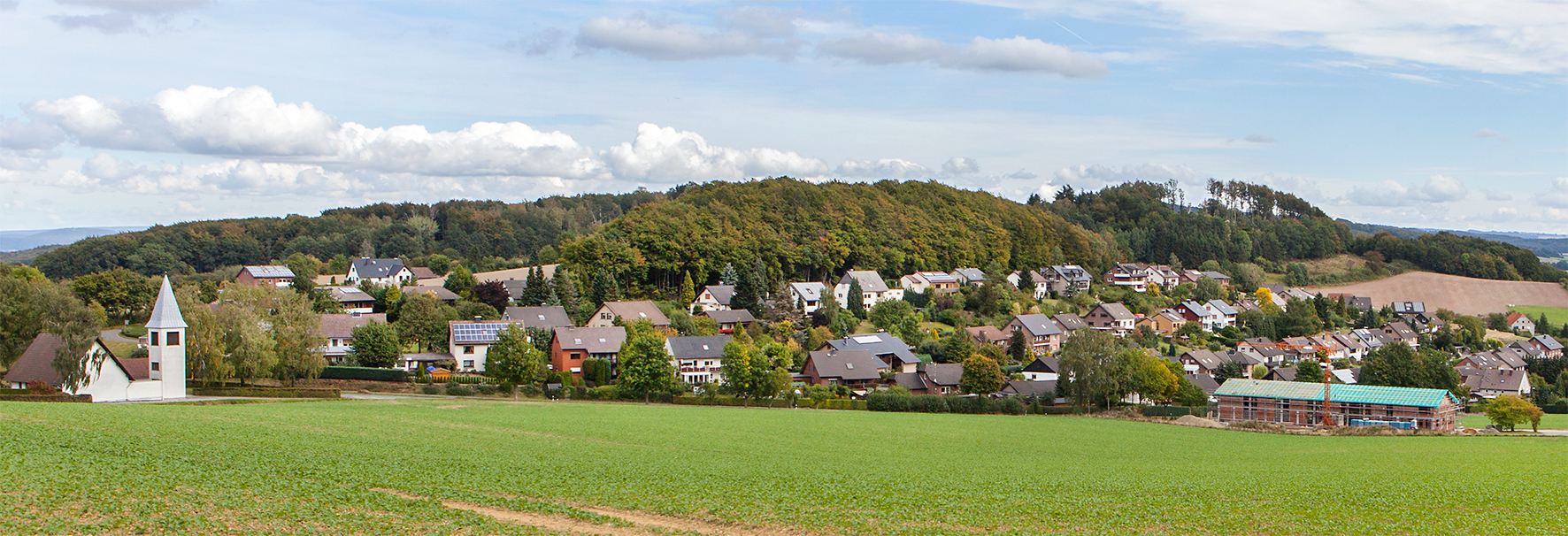
Ansicht von Südwesten

Westorf ist ein Ortsteil der Gemeinde Kalletal im nordrhein-westfälischen Kreis Lippe in Deutschland.

## Geschichte
Da die Böden für die Landwirtschaft größtenteils ungeeignet sind, waren über hundert Jahre die Ziegler und später auch Zigarrenmacher in Westorf tätig. Nach Flächenstilllegungen konnten Natur- und Vogelschützer Biotope einrichten.
Westorf wurde am 1. Januar 1969 durch das Lemgo-Gesetz in die Gemeinde Kalletal eingegliedert.

### Ortsname
Ende des 12. Jahrhunderts wird Westorf in einem Güterverzeichnis des Stifts Herford als Westerenthorp erstmals erwähnt.
Folgende Schreibweisen sind ebenfalls belegt: Westerincthorp (Ende 12. Jh.), Westerenthorpe (nach 1241), Uuestendhorpe (1287), Westorpe (1312), Westerendorpe (1354), Wessendorp (1359), Weste[re]ntorpe (um 1361), Wessentorpe (1436), Westendorpe (um 1468), Westordorpe (1475), Wessindorp (1488, im Landschatzregister), Westerdorpe und Wessentruppe (1494), Westorpe (1495), Wessentroppe (1535), Westrupp (1572 im Landschatzregister), Westorff (1590, im Landschatzregister), Westrup (1614, im Salbuch), Westorf (um 1620, im Salbuch), Westorp (1667), Westorff (um 1758) sowie Westrup (1916).

### Einwohnerentwicklung
| Jahr      | 1860 | 1939 | 1962 |
| Einwohner | 304  | 335  | 511  |
| --------- | ---- | ---- | ---- |

## Sport
Der SV Germania Westorf 1920 e. V. ist der örtliche Sportverein für Fußball und Breitensport.

## Persönlichkeiten
- Cajus Julius Caesar Politiker (* 1951), ehemaliges Mitglied des Deutschen Bundestages, wohnhaft in Westorf